# Besteedbaar inkomen
Het besteedbaar of secundair inkomen is het inkomen dat huishoudens kunnen aanwenden voor particuliere consumptie. Het gestandaardiseerd inkomen is het besteedbaar inkomen van individuen.
In 2019 lag het gemiddelde gestandaardiseerde inkomen in Nederland op 27.500 en in België op 26.500 euro per persoon. In datzelfde jaar lag het mediaan gestandaardiseerde inkomen in beide landen op 24.500 euro per persoon.

## Definitie

### Nederland
In Nederland wordt het besteedbaar inkomen gedefinieerd op huishoudniveau. Het bestaat uit het totale huishoudinkomen na optelling en aftrek van premies, inkomensoverdrachten en belastingen. Om tot dit getal te komen wordt allereerst het primair inkomen berekend (inkomen uit arbeid, onderneming en vermogen), vervolgens het bruto inkomen (primair inkomen plus uitkeringen, toeslagen en ontvangen inkomensoverdrachten), en ten slotte het besteedbaar inkomen (bruto inkomen minus sociale premies en belastingen op inkomen en vermogen).
Op persoonsniveau daarentegen wordt gesproken van het gestandaardiseerd inkomen. Het gestandaardiseerd inkomen bestaat uit het inkomen dat individuele personen tot hun beschikking hebben. Om tot dit getal te komen wordt het totale besteedbaar inkomen van het huishouden gedeeld door een equivalentiefactor en vervolgens toegekend aan alle personen in dat huishouden. Hier liggen twee aannames aan ten grondslag. De eerste aanname is dat personen in een huishouden hun inkomen delen (aan alle personen in het huishouden wordt hetzelfde inkomen toegekend). De tweede aanname is dat huishoudens een schaalvoordeel genieten naarmate ze groter zijn (de equivalentiefactoren stijgen minder hard dan de huishoudgrootte). Omdat deze aannames zelden volledig juist zijn, geeft het gestandaardiseerd inkomen niet aan hoeveel geld iemand exact tot zijn beschikking heeft: het is een benadering.

### België
In België is het besteedbaar inkomen niet fiscaal waarneembaar, omdat onbelaste uitkeringen zoals kinderbijslagen en het leefloon niet worden geregistreerd door de Belastingdienst. In plaats daarvan wordt het netto belastbaar inkomen gerapporteerd op zowel huishoud- als persoonsniveau. Om tot dit getal te komen worden allereerst de netto inkomsten (inkomsten van onroerende goederen, roerende goederen, beroepen inclusief gerelateerde uitkeringen, en diversen) berekend, vervolgens het bruto belastbaar inkomen (netto inkomsten minus aftrekbare uitgaven), en ten slotte het netto belastbaar inkomen. Het besteedbaar inkomen wordt wel gemeten aan de hand van enquêteonderzoek.

## Gerelateerde maten

### Koopkracht
De koopkracht geeft aan hoeveel een huishouden gemiddeld kan kopen. Ontwikkelingen in de koopkracht hangen daarom niet alleen af van het besteedbaar inkomen, maar ook van veranderende consumentenprijzen. In Nederland vormen de koopkrachtplaatjes een belangrijk politiek stuurmiddel tijdens de presentatie van de Miljoenennota en de doorrekening van verkiezingsprogramma's.

### Marginale geneigdheid tot consumeren
De marginale geneigdheid tot consumeren (MGC) is de fractie van een verandering in besteedbaar inkomen die zal worden geconsumeerd. Als het besteedbaar inkomen bijvoorbeeld met een extra 100 euro stijgt, dan zal 65 van die 100 euro worden geconsumeerd. De  MGC is dan 0,65. Anders geformuleerd is de marginale geneigdheid tot sparen (MGS) gelijk aan 0,35. 35 euro van deze extra 100 euro zal worden gespaard.

### Gini-coëfficiënt
De Gini-coëfficiënt is een veelgebruikte maatstaf voor de inkomensongelijkheid. De maat wordt doorgaans berekend op basis van het gestandaardiseerd inkomen. Zodoende geeft de Gini-coëfficiënt het gemiddelde absolute verschil in gestandaardiseerd inkomen tussen alle personen in een samenleving, met als schaalfactor tweemaal het totale gemiddelde inkomen.